# 卡羅瑟斯崖
62°11′S 58°17′W / 62.183°S 58.283°W
卡羅瑟斯崖（英語：Carruthers Cliff），是南極洲的山崖，位於南設得蘭群島的喬治王島，處於沃雷亞爾峰東南面，長580至700米，海拔高度約180米，現時由南極條約體系管理。